# لي يونغ جاي
لي يونغ جاي (13 سبتمبر 1994 بسول في كوريا الجنوبية - ) هو لاعب كرة قدم كوري جنوبي في مركز الوسط. شارك مع منتخب كوريا الجنوبية تحت 23 سنة لكرة القدم. أما مع النوادي، فقد لعب مع نادي أولسان هيونداي ونادي بوسان أي بارك.

## وصلات خارجية
- لي يونغ جاي على موقع دوري كوريا الجنوبية (الإنجليزية)
- لي يونغ جاي على موقع Soccerway.com (الإنجليزية)